# Locomotiva FS 741
Le locomotive gruppo 741 erano locomotive a vapore con preriscaldatore Franco-Crosti delle Ferrovie dello Stato italiane. Sono state l'ultima trasformazione delle locomotive gruppo 740 nonché l'ultimo gruppo di locomotive a vapore prodotte in Italia.

## Storia e caratteristiche
Il progetto del gruppo 740, sviluppato dalla Rete Adriatica qualche anno prima della nazionalizzazione delle ferrovie del 1905 e poi ripreso e portato avanti dalle FS, aveva dato luogo alla costruzione di 470 unità tra il 1911 ed il 1922 che si erano sparse a macchia d'olio in tutti i depositi più importanti della rete.

I risultati del progetto furono soddisfacenti, ma col tempo si cominciò ad avvertire la necessità di un aggiornamento tecnico che permettesse una diminuzione dei consumi di carbone e un aumento delle prestazioni. Nella trasformazione in 743 di 90 locomotive iniziata nel 1937 e completata entro gli anni cinquanta era stato adottato il sistema di preriscaldamento dell'acqua Franco Crosti montandolo simmetricamente, diviso in due unità, ai lati della caldaia; tuttavia la modifica aveva comportato un notevole aumento del peso assiale. A scopo sperimentale si decise un'ulteriore modifica nonostante l'era della trazione a vapore volgesse ormai al termine e, nel 1954, venne messa in circolazione la 743.433 nella quale era stato installato un preriscaldatore unico montato questa volta sotto la caldaia, che dovette essere rialzata per ottenere il risultato prefisso, pur mantenendo l'architettura generale della macchina e le sue caratteristiche generali. Venne montato un solo fumaiolo laterale a destra della caldaia conferendo alla locomotiva un caratteristico ed unico aspetto asimmetrico. La trasformazione venne effettuata dalle Officine Grandi Riparazioni di Verona.

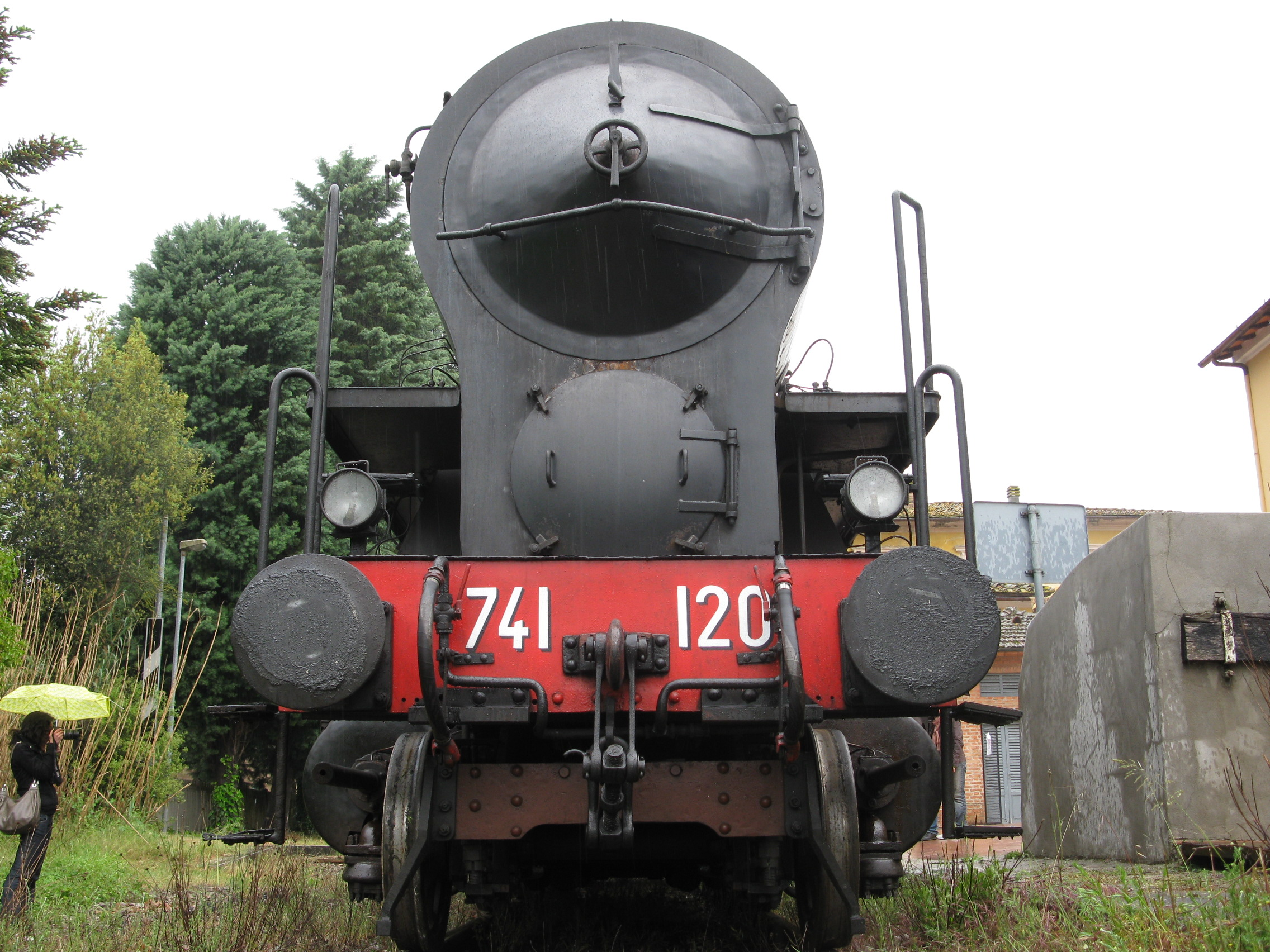
Locomotiva 741.120 titolare del Trenonatura fotografato alla stazione di Torrenieri-Montalcino

La prova dimostrò la validità del lavoro in quanto si ebbe un incremento di potenza del 12% rispetto alle 740 di provenienza ottenendo praticamente lo stesso aumento di potenza delle 743 pur mantenendo la massa a pieno carico in servizio entro le 68,3 tonnellate. Il peso assiale mantenuto entro i limiti massimi ne permetteva quindi l'impiego anche sulle linee in condizioni di armamento non buone. Anche l'economia di esercizio ottenuta ripagò in una certa maniera. Dal 1958 al 1960 vennero trasformate 80 unità del gruppo 740 inquadrandole nel nuovo gruppo 741; anche la prima prototipo 743.433 venne inserita tra le 741 cambiandone il gruppo ma mantenendone il numero originale. Per tutte le unità trasformate venne mantenuta la numerazione originale delle macchine cambiando solo quella di gruppo..
Le locomotive vennero dislocate in maggior parte in Sicilia nei depositi locomotive di Catania, Caltanissetta e Palermo. Altre vennero dislocate per il servizio in Val Pusteria e per i treni merci nel basso Veneto. Gli accantonamenti iniziarono presto, già nel 1967 e proseguirono man mano che venivano immesse in servizio le locomotive diesel., già all'inizio degli anni ottanta iniziavano le demolizione. Tutto sommato fu una vita molto breve rispetto a molti altri modelli di locomotiva.
La classificazione gruppo 741 era già stata usata nel 1921 quando la 740.324 era stata trasformata mediante il montaggio della nuova distribuzione a valvole Caprotti. La locomotiva sperimentale venne rinumerata 741.001.
Dell'intero Gruppo 741, sono sopravvissute alle demolizioni solo due unità: la Gr.741.137 e la Gr. 741.120. 
La 741.137 non è atta a circolare e si trova esposta presso il Museo nazionale ferroviario di Pietrarsa. L'unità 741.120 è l'unica sopravvissuta tuttora operativa e regolarmente utilizzata alla testa di treni storici. È peraltro l'unica locomotiva operativa con sistema "Franco-Crosti" tuttora esistente al mondo. È assegnata al Deposito Rotabili Storici di Pistoia, in Toscana.

## Caratteristiche
Le locomotive erano dotate di freno automatico ad aria compressa Westinghouse e presa di vapore per il riscaldamento delle vetture viaggiatori. Per quanto riguarda il tender, venne mantenuto quello a tre assi per alcune unità e per altre locomotive quello unificato, 2'2'T22, a carrelli da 22 metri cubi.

## Locomotive conservate
- Locomotiva 741.120: In attesa di riparazioni. Assegnata al DRS - Deposito Rotabili Storici Pistoia.
- Locomotiva 741.137: Esposta al Museo nazionale ferroviario di Pietrarsa.

## Galleria d'immagini
- Locomotiva 741.120, titolare del Trenonatura, effettua rifornimento d'acqua presso la stazione di Monte Antico

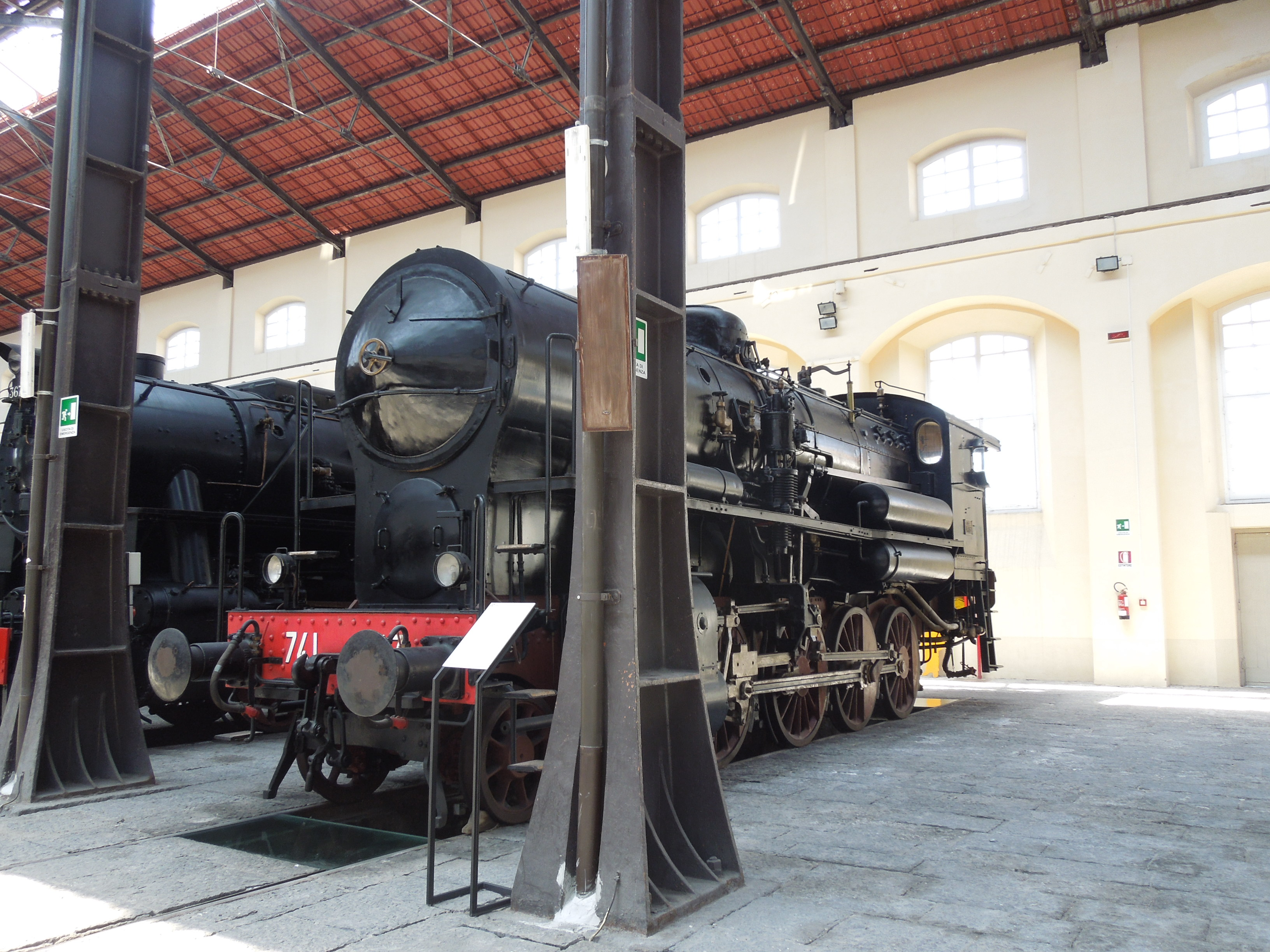
Locomotiva 741.137 fotografata al Museo Ferroviario di Pietrarsa.